# Tsévié
Tsévié is een stad in Togo in de regio Maritime. Het is ook de hoofdstad van deze regio en van de prefectuur Zio. Tsévié telde in 2005 ongeveer 46.900 inwoners.
Tsévié ligt 20 km ten noorden van hoofdstad Lomé. De stad heeft een weg- en spoorverbinding met de hoofdstad en het noorden en is daardoor een belangrijk handelscentrum. De voornaamste exportteelt rond de stad is palmolie.
De stad zou gesticht zijn in de 18e eeuw door migrerende Ewe. De Ewe vormen de voornaamste bevolkingsgroep. Jaarlijks wordt in augustus het oogstfestival Ayiza gehouden.

## Geboren
- Djima Oyawolé (1976), voetballer
- Kuami Agboh (1977), voetballer